# Asiexpo
 (septembre 2014).
Si vous disposez d'ouvrages ou d'articles de référence ou si vous connaissez des sites web de qualité traitant du thème abordé ici, merci de compléter l'article en donnant les références utiles à sa vérifiabilité et en les liant à la section « Notes et références ».
Asiexpo est une association lyonnaise, dont la vocation est de promouvoir les cultures asiatiques dans leur diversité, à travers plusieurs événements et activités : thé-concert afghan, soirée de cinéma japonais, stage d'initiation à la danse indienne, cours de langues asiatiques…
Asiexpo a notamment organisé le festival Cinémas et Cultures d'Asie de 1995 à 2009, devenu festival Asian Connection en 2010 et 2011. Asiexpo organisait aussi deux rendez-vous cinématographiques mensuels : « Asian Ciné club » et soirées « 100 % Manga ». Chaque année depuis 2000, elle organise la Japan Touch.

## Festivals
En janvier 1995, des passionnés décident de lancer à Lyon un festival consacré à la culture et au cinéma de l'Inde. Nocturne indien (titre emprunté au roman de Tabucchi, adapté à l'écran par Alain Corneau en 1989) se déroula en novembre 1995. Tous les ingrédients à l'origine du succès du festival sont déjà posés : passion, convivialité, et éclectisme. Les « Nocturnes indiens » deviennent le premier festival annuel français consacré à l'Inde.
En 1997, le festival s'ouvre et s'étoffe : l'ensemble du continent asiatique est désormais représenté et le festival, en se positionnant sur des lieux nombreux et diversifiés, affiche une volonté de mêler les genres, les lieux, et les publics. L'Inde est notamment rejointe par la Chine, le Japon et Hong Kong, sur des écrans qui vont du multiplexe à la salle classée « art et essai ».
De 1997 à 2006, le festival est devenu un rendez-vous incontournable des Cinémas & Cultures d'Asie, une cinquantaine de médias couvre chaque année l'événement, et le public se déplace des quatre coins de l'Hexagone. Avec un programme d'inédits, d'avant-premières, et de grands classiques, de l'Asie centrale à l'Extrême-Orient, il offre un vaste panorama, véritable reflet du cinéma asiatique d'hier et d'aujourd'hui.
En novembre 2006, la richesse du cinéma asiatique n'est plus à démontrer : grâce au succès de quelques chefs-d'œuvre, le public français peut voir en salle des films venus des quatre coins de l'Asie, plus nombreux et diversifiés que quelques années auparavant. Pour autant, une infime partie de la production parvient jusqu'à nos écrans pour diverses raisons : effets de modes, jeu de l'offre et de la demande, prédominance du cinéma américain… Le cinéma asiatique a sa place mais elle est bien trop faible au goût des fans ! Pour la 12e édition, le festival Cinémas et Cultures d'Asie poursuit donc sa mission: explorer ces horizons cinématographiques et en ramener le meilleur sur les écrans lyonnais, pour permettre à ces films d'exister et de rencontrer un public avide de (re-)découvertes, de surprises et de rencontres.
En novembre 2010, le festival « Cinémas et Cultures d'Asie » est remplacé par le festival « Asian Connection », restreint à un seul lieu : la MJC Monplaisir. Asiexpo y a également organisé une soirée « 100 % Bollywood » en janvier 2011. Une seconde édition d'Asian Connection a eu lieu en octobre 2011, mais en 2012, le festival était réduit à une diffusion des films en ligne via la plateforme Asiexpo TV.

### Festival Cinémas et Cultures d'Asie 2006
Le 12e festival Cinémas et Cultures d'Asie s'est déroulé du 7 au 13 novembre 2006.
Palmarès :
- Jonque d'or (grand prix Asiexpo du public) : Rang De Basanti, de Rakeysh Omprakash Mehra ( Inde)
- Jonque d'argent (grand prix Asiexpo du public) : Love for Share (en), de Nia Dinata ( Indonésie)
- Jonque de bronze (grand prix Asiexpo du public) : The Shoe Fairy (zh), de Robin Lee (zh) ( Taïwan)
- Prix New Asian Cinema du public (première place) : Five Is Too Many, d'Ahn Seul-ki ( Corée du Sud)
- Prix New Asian Cinema du public (deuxième place) : Story from the North, d'Uruphong Raksasad ( Thaïlande)
- Prix New Asian Cinema du public (troisième place) : Bright Pearl, de JunWu ( Chine)
- Prix New Asian Cinema de la Presse : Five Is Too Many, d'Ahn Seul-ki ( Corée du Sud)
- Prix du public du film d'animation (première place) : La Chorale (Furusato Japan), de Nishizawa Akio (ja) ( Japon)
- Prix du public du film d'animation (deuxième place) : Paprika, de Satoshi Kon ( Japon)
- Prix du public du film d'animation (troisième place) : Fullmetal Alchemist: Conqueror of Shamballa, de Seiji Mizushima ( Japon)
- Prix du jeune public (première place) : La Chorale (Furusato Japan), de Nishizawa Akio (ja) ( Japon)
- Prix du jeune public (deuxième place) : Love for Share (en), de Nia Dinata ( Indonésie)
- Prix du jeune public (troisième place) : Jump! Boys (zh), de Lin Yu-hsien (zh) ( Taïwan)
- Prix du public court métrage : A Capital Blood, de Tae Kyoung-ji ( Corée du Sud)
- Prix du jury court métrage (première place) : Let Me Die, de Hoon Ryo ( Corée du Sud)
- Prix du jury court métrage (deuxième place) : A Capital Blood, de Tae Kyoung-ji ( Corée du Sud)
- Prix du jury court métrage (troisième place) : Public Bath, de Kim Tak-hoon & Hong In-pyo ( Corée du Sud)

### Festival Cinémas et Cultures d'Asie 2007
Le 13e festival Cinémas et Cultures d'Asie s'est déroulé du 6 au 11 novembre 2007, principalement au Cinéma Opéra.
Palmarès :
- Jonque d'or (grand prix Asiexpo du public) : Sky in December, de Hiroshi Toda ( Japon)
- Jonque d'argent (grand prix Asiexpo du public) : Gandhi, My Father, de Feroz Abbas Khan (en) ( Inde)
- Jonque de bronze (grand prix Asiexpo du public) : 18 Grams of Love, de Han Yew-kwang ( Singapour)
- Prix New Asian Cinema du public (première place) : Sky in December, de Hiroshi Toda ( Japon)
- Prix New Asian Cinema du public (deuxième place) : Hazard (en), de Sion Sono ( Japon)
- Prix New Asian Cinema du public (troisième place) : Super Bike, de Lee Myung-hoon ( Corée du Sud)
- Prix du public du film d'animation (première place) : Yobi, le renard à cinq queues, de Lee Sung-gang ( Corée du Sud)
- Prix du public du film d'animation (deuxième place) : Khan Kluay, de Kompin Kemgumnird ( Thaïlande)
- Prix du public du film d'animation (troisième place) : Ghost in the Shell: Stand Alone Complex - Les 11 individuels, de Kenji Kamiyama ( Japon)
- Prix de la presse (première place) : Gandhi, My Father, de Feroz Abbas Khan (en) ( Inde)
- Prix de la presse (deuxième place) : Driving with My Wife's Lover, de Kim Tai-sik ( Corée du Sud)
- Prix de la presse (troisième place) : The Rebel (en), de Charlie Nguyễn ( Viêt Nam)
- Prix du jeune public (première place) : Super Bike, de Lee Myung-hoon ( Corée du Sud)
- Prix du jeune public (deuxième place) : 18 Grams of Love, de Han Yew-kwang ( Singapour)
- Prix du jeune public (troisième place) : Gandhi, My Father, de Feroz Abbas Khan (en) ( Inde)
- Prix du public court métrage (première place) : Adults Only, de Joon Han Yeo ( Malaisie)
- Prix du public court métrage (deuxième place) : Doron, de Isamu Hirabayashi ( Japon)
- Prix du public court métrage (troisième place) : Do You Wanna Baby, de Lee Sang-geun ( Corée du Sud)
- Prix du jury court métrage (première place) : Under Construction, de Liu Zhenchen ( Chine/ France)
- Prix du jury court métrage (deuxième place) : Adults Only, de Joon Han Yeo ( Malaisie)
- Prix du jury court métrage (troisième place) : Bottled, de Jian Lee ( Corée du Sud/ États-Unis)
- Prix de la meilleure école de cinéma (première place) : The Korean National University of Arts ( Corée du Sud)
- Prix de la meilleure école de cinéma (deuxième place) : National Arts, Culture & Heritage Academy ( Malaisie)

### Festival Cinémas et Cultures d'Asie 2008
Le 14e festival Cinémas et Cultures d'Asie s'est déroulé du 4 au 9 novembre 2008, principalement au Cinéma Opéra,.
Palmarès :
- Jonque d'or (grand prix Asiexpo du public) : Mumbai Meri Jaan (en), de Nishikant Kamat (en) ( Inde)
- Jonque d'argent (grand prix Asiexpo du public) : Feast of Villains, de Pan Jianlin ( Chine)
- Jonque de bronze (grand prix Asiexpo du public) : Hello, Stranger, de Kim Dong-hyun ( Corée du Sud)
- Prix New Asian Cinema du public (première place) : Feast of Villains, de Pan Jianlin ( Chine)
- Prix New Asian Cinema du public (deuxième place) : Hello, Stranger, de Kim Dong-hyun ( Corée du Sud)
- Prix New Asian Cinema du public (troisième place) : Tropical Manila (ko), de Lee Sang-woo (en) ( Corée du Sud/ Philippines)
- Prix du public du film d'animation (première place) : Evangelion: 1.0 You Are (Not) Alone, de Hideaki Anno ( Japon)
- Prix du public du film d'animation (deuxième place) : One Piece: L'Épisode de Chopper, de Junji Shimizu (ja) ( Japon)
- Prix du public du film d'animation (troisième place) : If You Were Me: Anima Vision 2 (en) ( Corée du Sud)
- Prix du jeune public (première place) : The Shaft, de Zhang Chi ( Chine)
- Prix du jeune public (deuxième place) : Hello, Stranger, de Kim Dong-hyun ( Corée du Sud)
- Prix du jeune public (troisième place) : Summer Trip, de Hiroshi Toda ( Japon)
- Prix du public court métrage (première place) : Stop, de Park Jae-ok ( Corée du Sud)
- Prix du public court métrage (deuxième place) : Sweat, de Na Hong-jin ( Corée du Sud)
- Prix du public court métrage (troisième place) : Rewind, d'Atul Taishete ( Inde)
- Prix du jury court métrage (première place) : Stop, de Park Jae-ok ( Corée du Sud)
- Prix du jury court métrage (deuxième place) : Sweat, de Na Hong-jin ( Corée du Sud)
- Prix du jury court métrage (troisième place) : Rewind, d'Atul Taishete ( Inde)
- Prix de la meilleure école de cinéma (première place) : Nanyang Polytechnic ( Singapour)
- Prix de la meilleure école de cinéma (deuxième place) : Aswara ( Malaisie)

### Festival Cinémas et Cultures d'Asie 2009
Le 15e festival Cinémas et Cultures d'Asie s'est déroulé du 3 au 8 novembre 2009, principalement au Cinéma Opéra.
Palmarès :
- Jonque d'or (grand prix Asiexpo du public) : A Wednesday!, de Neeraj Pandey (en) ( Inde)
- Jonque d'argent (grand prix Asiexpo du public) : La Lune dans le fond du puits (vi), de Nguyen Vinh Son (vi) ( France/ Viêt Nam)
- Jonque de bronze (grand prix Asiexpo du public) : The Pawnshop, de Milo Sogueco ( Philippines)
- Prix New Asian Cinema du public (première place) : La Lune dans le fond du puits (vi), de Nguyen Vinh Son (vi) ( France/ Viêt Nam)
- Prix New Asian Cinema du public (deuxième place) : The Pawnshop, de Milo Sogueco ( Philippines)
- Prix New Asian Cinema du public (troisième place) : What on Earth Have I Done Wrong?! (en), de Doze Niu ( Taïwan)
- Prix du public du film d'animation (première place) : Evangelion: 2.0 You Can (Not) Advance, de Kazuya Tsurumaki (en) et Masayuki (en) ( Japon)
- Prix du public du film d'animation (deuxième place) : Symphony in August - Shibuya 2002-2003 (ja), de Nishizawa Akio (ja) ( Japon)
- Prix du public du film d'animation (troisième place) : Khan Kluay 2 (en), de Taweelap Srivuthivong ( Thaïlande)
- Prix du jeune public (première place) : Left Handed (it), de Laurence Thrush ( Japon/ États-Unis)
- Prix du jeune public (deuxième place) : La Lune dans le fond du puits (vi), de Nguyen Vinh Son (vi) ( France/ Viêt Nam)
- Prix du jeune public (troisième place) : Symphony in August - Shibuya 2002-2003 (ja), de Nishizawa Akio (ja) ( Japon)
- Prix du public court métrage (première place) : Grandma and Wrestling, de Lim Hyung-sup ( Corée du Sud)
- Prix du public court métrage (deuxième place) : Vitthal, de Vinoo Choliparambil ( Inde)
- Prix du public court métrage (troisième place) : Pork Cutlet, de Kim Do-young ( Corée du Sud)
- Prix du jury court métrage (première place) : Vitthal, de Vinoo Choliparambil ( Inde)
- Prix du jury court métrage (deuxième place) : 7², de Law Gwo Yunn ( Malaisie)
- Prix du jury court métrage (troisième place) : Grandma and Wrestling, de Lim Hyung-sup ( Corée du Sud)
- Prix de la meilleure école de cinéma (première place) : Sung Kyun Kwan University ( Corée du Sud)
- Prix de la meilleure école de cinéma (deuxième place) : LV Prasad Film & TV Academy ( Inde)
- Prix spécial à la marraine du festival Yang Kuei-mei

### Festival Asian Connection 2010
La première édition du festival Asian Connection s'est déroulée du 3 au 10 novembre 2010.
Palmarès :
- Grand prix du public (première place) : Bakal Boys, de Ralston Jover ( Philippines)
- Grand prix du public (deuxième place) : Piercing I (en), de Liu Jian ( Chine)
- Grand prix du public (troisième place) : Mother Is a Whore (en), de Lee Sang-woo (en) ( Corée du Sud)

### Festival Asian Connection 2011
La deuxième édition du festival Asian Connection s'est déroulée du 19 au 23 octobre 2011.
Palmarès :
- Grand prix du public (première place) : Le Sommeil d'or, de Davy Chou ( Cambodge/ France)
- Grand prix du public (deuxième place) : Night of Fish, de Hiroshi Toda ( Japon)
- Grand prix du public (troisième place) : Nirvana 13, de Jitin Rawat ( Inde)